# Алдомировци
Алдомировци (буг. Алдомировци) су насељено место у општини Сливница, Област Софија.

## Географија
Село се налази у брдско-планинском подручју бугарског Шоплука, 4 километра од града Сливнице и 28 километара од Софије.
На удаљености од 2 километра од села, налази се железничка станица "Алдомировци" на прузи Калотина (запад) - Свиленград.

## Историја
Године 1576. помиње се место као "Алдомирофча", а потом од краја 16. века као "Алдомировци". У прво време владавине турског султана Сулејмана ту је забележено 165 кућа, од којих 79 на баштини. Село се налази у Софијском пољу и има дербенџијски статус, јер становници уз олакшице врше разне услуге у вези пута и транспорта.
Док је ту била српска војна управа 1878. године постојао је "Брезнички срез" са 13 општина. Једна од тих била је Алдомировачка. У Брезнику као седишту су се окупили 1. априла 1878. године Срби из среза, да би потписали поздравно писмо српском кнезу Милану Обреновићу. Тражили су категорично да припадну Србији, а не Бугарској, јер су они прави Срби. Из Алдомироваца потписали су писмо верности Србији, Митр Панин кмет и помоћник (кмета - поротник) Јован Лилин.
У околини Алдомироваца, водиле су се борбе током Српско-бугарског рата, 1885. године, Битка код Сливнице, од 5. новембра - 7. новембра 1885. године. У околини села, на узвишењу "Мрамора", подигнут је заједнички споменик изгинулим српским и бугарским војницима. Споменик је подигнут у част бугарским војницима и официрима са подручја Разграда и Преслава, који су погинули за отаџбину.
У селу се налази православни храм посвећен Светом Спиридону Тримитунтском, који је живео у 4. веку. Њен парох је био 1907. године поп Георгије Поповић. Сеоска слава прославља се на празник Духови.

## Институције
Село има савремену инфраструктуру и добро је саобраћајно повезано. У њему се налазе зграде поште и сеоске амбуланте. Осим тога, ту су и културни центар "Светлина", као и зграда основне школе "Иван Вазов".

## Природне одлике
Село има одличне могућности за риболов. У рејону села налазе се "Воден свят", 4 километра, у правцу села Радуловци, вештачко језеро Братушково, код истоименог села, вештачко језеро Извор код истоименог села и природна посебност Алдомировско блато.